# Encholirium reflexum
Encholirium reflexum là một loài thực vật có hoa trong họ Bromeliaceae. Loài này được Forzza & Wand. mô tả khoa học đầu tiên năm 2001.